# Eterno Amor (álbum de Gerson Cardozo)
Eterno Amor é um álbum do Gerson Cardozo, lançado em 2000 pela Line Records. Esse disco vendeu mais de 100 mil cópias no Brasil, sendo certificado com Disco de Ouro pela ABPD em 2000.

## Faixas
1. Meu Jesus
2. Meu consolo
3. Como um naufrágo
4. Só Jesus me guia
5. Rejeições
6. Eterno amor
7. Sentimento mais profundo
8. Nasci pra te adorar
9. Sou teu Deus
10. Sou teu Deus (Oração)

## Vendas e certificações
| País          | Certificação | Vendas   |
| ------------- | ------------ | -------- |
| Brasil - ABPD | Ouro         | 100,000+ |